# The Amazing Race 6
The Amazing Race 6 là chương trình thứ sáu của loạt chương trình truyền hình thực tế The Amazing Race. Chương trình lên sóng truyền hình Mỹ lần đầu vào ngày 16/11/2004 và kết thúc ngày 8/2/2005.
Cặp đôi người mẫu đã đính hôn Freddy & Kendra đã giành chiến thắng trong cuộc đua này.

## Sản xuất

### Phát triển & Quay phim
Vào tháng 5 năm 2004, đài CBS đã lên kế hoạch sản xuất chương trình The Amazing Race 6, mặc dù chương trình The Amazing Race 5 vẫn chưa được phát sóng.
The Amazing Race 6 đã đi qua 4 châu lục, 10 quốc gia trong vòng 30 ngày. Chương trình được ghi hình từ ngày 13/8/2004 và kết thúc vào ngày 12/9/2004. Trong các đất nước mà chương trình đã đi qua, có 7 nước mới là Iceland, Norway, Sweden, Hungary, Sri Lanka, Ethiopia và Sénégal. Còn lại là những nước quen thuộc như Đức, Pháp và Trung Quốc.
Trong chương trình này, một luật mới đã được thông qua, đó là một người chơi chỉ có thể được hoàn thành tối đa 6 Chướng ngại vật trong suốt cuộc đua. Luật mới này đã được áp dụng cho những chương trình tiếp theo, ngoại trừ The Amazing Race: Family edition. Ngoài ra, chỉ có 3 Yield được dùng trong chương trình này.
Trong chương trình này, nhiều thử thách được đặt ra là những môn thể thao thi đấu trong Olympic như bóng nước, chạy tiếp sức, bơi lội và bắn cung. Ngoài ra, chương trình cũng đã đến các thành phố đã từng diễn ra Olympic như Oslo, Stockholm và Berlin. Nguyên nhân là do chương trình được quay trong suốt thời gian diễn ra Olympic 2004 tại Athens,Hy Lạp. Đây cũng là chương trình đầu tiên có giải thưởng ở mỗi chặng cho đội về nhất.
Trong chặng 2 của chương trình, lần đầu tiên các đội phải hợp sức cùng nhau vượt qua thử thách. Mười đội chia làm hai nhóm nhỏ, mỗi nhóm gồm 5 đội. Các đội trong mỗi nhóm cùng nhau chèo một chiếc thuyền để đến địa điểm tiếp theo. Việc hợp tác này không diễn ra trong những chương trình kế tiếp, cho đến chương trình thứ 10, một nhiệm vụ mới Intersection (Hợp tác) yêu cầu hai đội bất kỳ phải hợp tác nhau để làm những nhiệm vụ tiếp theo.
Tuyến đường sắt đưa các đội đi ở Sri Lanka và ngôi làng Galle đã bị tàn phá nặng nề bởi cơn sóng thần do trân động đất xảy ra ở Ấn Độ Dương năm 2004.
Chương trình The Amazing Race 15 đã tái hiện lại phần thi Chướng ngại vật chặng 3 của chương trình The Amazing race 6.

### Tuyển chọn
Các đội được lựa chọn tham dự vào chương trình The Amazing Race 6 từ ngày 13/4/2004. Buổi phỏng vấn sơ tuyển diễn ra vào tháng 5 năm 2004 và vòng phỏng vấn cuối diễn ra tại Los Angeles vào tháng 6 năm 2004.
Chương trình lần này có sự tham gia của cặp vợ chồng đô vật, cặp diễn viên đang hẹn hò, bạn thân từ thời trung học, cặp người mẫu đã đính hôn và cặp vợ chồng kinh doanh.
Freddy và Kendra đã cưới nhau vào ngày 27/5/2005, và hiện nay họ đã có một đứa con tên là Jaxson.
Hayden và Aaron cưới nhau vào ngày 21/4/2007, trong buổi tiệc có sự xuất hiện của Kristy với vai trò dâu phụ, cùng với cặp đôi Kris và Jon. Ngày 7/12/2008, họ đã có một đứa con gái tên là Kaiya Rachel.
Tháng 10 năm 2006, Jonathan và Victoria đã có một đứa con gái tên là Trease. Tuy nhiên, vào tháng 1 năm 2010, họ đã li dị.

## Kết quả
Các đội sau đã tham gia vào chương trình. Mối quan hệ giữa 2 thành viên trong một đội được ghi nhận vào lúc chương trình diễn ra. Bảng sau không hoàn toàn ghi lại tất cả những sự kiện xảy ra trong cuộc đua mà chỉ là những thông tin tiêu biểu và chính yếu nhất trong từng chặng. Số liệu chính là thứ tự điểm danh của các đội tại cuối của mỗi chặng.
| Đội                 | Mối quan hệ                | Thứ hạng từng chặng | Thứ hạng từng chặng | Thứ hạng từng chặng | Thứ hạng từng chặng | Thứ hạng từng chặng | Thứ hạng từng chặng | Thứ hạng từng chặng | Thứ hạng từng chặng | Thứ hạng từng chặng | Thứ hạng từng chặng | Thứ hạng từng chặng | Thứ hạng từng chặng | Thực hiện Roadblock    |
| Đội                 | Mối quan hệ                | 1                   | 2                   | 3><                 | 4                   | 5                   | 64                  | 7                   | 8                   | 9                   | 10                  | 11                  | 12                  | Thực hiện Roadblock    |
| ------------------- | -------------------------- | ------------------- | ------------------- | ------------------- | ------------------- | ------------------- | ------------------- | ------------------- | ------------------- | ------------------- | ------------------- | ------------------- | ------------------- | ---------------------- |
| Freddy & Kendra     | Người mẫu                  | 4                   | 81                  | 6                   | 5                   | 1                   | 6                   | 2                   | 4 <                 | 3                   | 2 >                 | 2                   | 1                   | Freddy 6, Kendra 6     |
| Kris & Jon          | Đang hẹn hò xa             | 2                   | 1                   | 2                   | 1                   | 4                   | 2                   | 4                   | 3                   | 1                   | 3                   | 1                   | 2                   | Kris 6, Jon 6          |
| Adam & Rebecca      | Tình nhân cũ               | 7                   | 6                   | 5                   | 6                   | 6                   | 5                   | 1^                  | 5 >                 | 4th                 | 4 * <               | 3                   | 3                   | Adam 6, Rebecca 5      |
| Hayden & Aaron      | Cặp diễn viên đang hẹn hò  | 1                   | 4                   | 1                   | 4                   | 3                   | 4                   | 6 *                 | 1                   | 2                   | 1                   | 45                  |                     | Hayden 5, Aaron 6      |
| Lori & Bolo         | Vợ chồng đô vật            | 6                   | 5                   | 7                   | 3                   | 7                   | 1^                  | 3                   | 2                   | 5                   |                     |                     |                     | Lori 5, Bolo 3         |
| Jonathan & Victoria | Vợ chồng kinh doanh.       | 5                   | 2                   | 4                   | 2                   | 2                   | 3                   | 5                   | 6                   |                     |                     |                     |                     | Jonathan 4, Victoria 4 |
| Gus & Hera          | Cha & con gái              | 10                  | 3                   | 3                   | 7                   | 5                   | 7                   |                     |                     |                     |                     |                     |                     | Gus 3, Hera 3          |
| Don & Mary Jean     | Ông bà                     | 9                   | 72                  | 8                   | 8 *                 | 8                   |                     |                     |                     |                     |                     |                     |                     | Don 2, Mary Jean 2     |
| Lena & Kristy       | Chị em                     | 3                   | 9                   | 93                  |                     |                     |                     |                     |                     |                     |                     |                     |                     | Lena 13, Kristy 1      |
| Meredith & Maria    | Bạn thân                   | 8                   | 10                  |                     |                     |                     |                     |                     |                     |                     |                     |                     |                     | Meredith 0, Maria 1    |
| Avi & Joe           | Bạn thân từ thời trung học | 11                  |                     |                     |                     |                     |                     |                     |                     |                     |                     |                     |                     | Avi 0, Joe 0           |

Chú giải 1:  Freddy & Kendra về thứ 6, nhưng họ bị phạt thêm 30 phút do đã lấy hai chỉ dẫn (luật chơi quy định khi một đội làm mất chỉ dẫn thì không được lấy thêm chỉ dẫn nào từ hộp chỉ dẫn). Adam & Rebecca và Don & Mary Jean đã về điểm dừng khi họ còn đang trong thời gian phạt, và vì thế họ bị đẩy xuống vị trí thứ 8.

Chú giải 2:  Don & Mary Jean về thứ 7 ở chặng 2, nhưng do họ đã lấy nhầm xe của Adam & Rebecca, vì thế ở chặng xuất phát tiếp theo họ phải chờ thêm 30 phút rồi mới được khởi hành, vô tình đã giúp Freddy & Kendra xuất phát thứ 7.

Chú giải 3:  Lena & Kristy thất bại trong việc thực hiện phần thi Chướng ngại vật ở chặng 3. Sau khi các đội khác đã về điểm dừng 2 tiếng và mất 10 tiếng tìm kiếm, Phil đã đến địa điểm của phần thi Chướng ngại vật và thông báo rằng họ đã bị loại khỏi cuộc đua.

Chú giải 4:  Chặng 6 có quãng đường đua dài gấp đôi, với hai Lựa chọn kép và hai Chướng ngại vật. Đội sử dụng Tăng tốc chỉ được dùng khi đã qua nửa chặng (hoàn thành một Lựa chọn kép và một Chướng ngại vật đầu tiên).

Chú giải 5:  Hayden & Aaron về thứ 3, vượt qua cả Adam & Rebecca, nhưng họ bị phạt 4 tiếng vì không hoàn thành phần thi Chướng ngại vật. Lúc đầu, cả Rebecca và Hayden định bỏ phần thi Chướng ngại vật vì thời gian đóng cửa khu vực sắp đến mà họ vẫn chưa làm xong; tuy nhiên, vào phút cuối, Rebecca mở được ổ khóa và hoàn thành phần thi Chướng ngại vật. Adam & Rebecca về điểm dừng khi Hayden & Aaron vẫn còn đang bị phạt.

Màu xanh lá biểu thị đội đã bị loại.

Dấu * biểu thị đội về chót trong một chặng an toàn.

^ biểu thị đội giành được Fast Forward.

>/< biểu thị đội sử dụng Yield/đội bị Yield tác động.

>< biểu thị chặng đua có Yield nhưng không đội nào sử dụng.

Màu đỏ biểu thị đội về nhất.

## Giải thưởng
Giải thưởng dành cho mỗi đội về nhất từng chặng.
- Chặng 1 - Một chuyến du lịch tới Hawaii, được tặng bởi American Airlines website, AA.com.
- Chặng 2 - Một tuần trên chiếc du thuyền ở Alaska.
- Chặng 3 - Một kỳ nghỉ 7 ngày tới Mexican Riviera, được tài trợ bởiRoyal Caribbean International.
- Chặng 4 - Một kỳ nghỉ 7 ngày tới Western Caribbean, được tài trợ bởi Royal Caribbean International.
- Chặng 5 - Một chuyến du lịch tới México, được tặng bởi American Airlines website.
- Chặng 6 - Một chuyến du lịch châu Âu, được tặng bởi American Airlines website.
- Chặng 7 - Một chuyến du lịch tới vùng Caribbean, được tặng bởi American Airlines' website.
- Chặng 8 - Một kỳ nghỉ ở Mexico, được tặng bởi American Airlines' website.
- Chặng 9 - Một kỳ nghỉ ở châu Âu, được tặng bởi American Airlines' website.
- Chặng 10 - Một kỳ nghỉ ở Hawaii, được tặng bởi American Airlines' website.
- Chặng 11 - Một chuyến du lịch tới Caribbean, được tặng bởi American Airlines' website.
- Chặng 12 - $1.000.000.

## Nhật ký cuộc đua

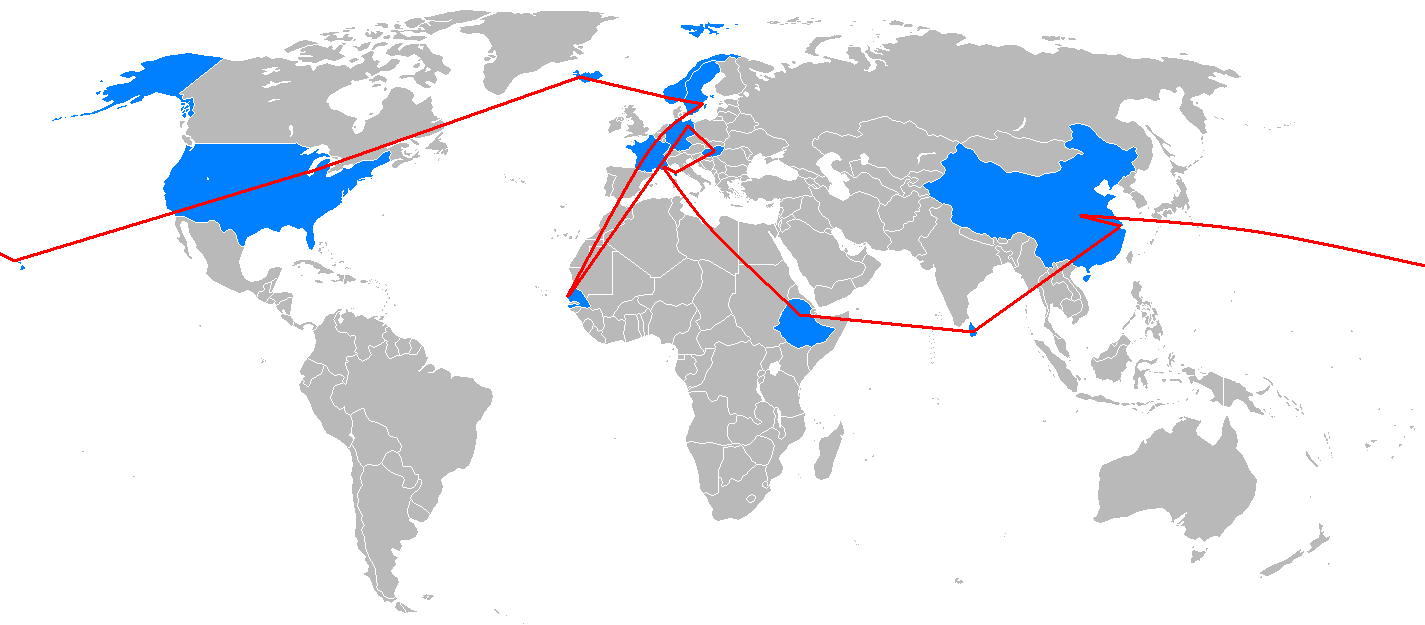
Bản đồ hành trình

### Chặng 1 (Mỹ → Iceland)

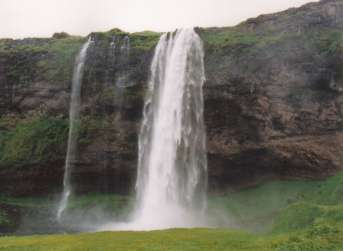
Khi từ Mỹ tới Iceland, các đội phải đến thác nước Seljalandsfoss, tại đây, các đội phải xác định vị trí của chỉ dẫn tiếp theo.

- Chicago, Illinois,  Hoa Kỳ (Đài phun nước Buckingham) (Điểm xuất phát)
- Chicago, Illinois (Sân bay quốc tế O'Hare) tới Keflavík,  Iceland (Sân bay quốc tế Keflavík)
- Thác nước Seljalandsfoss
- Vatnajökull (Nghỉ qua đêm)
- Jökulsárlón (Biển băng Glacier)
- Grindavík (Blue Lagoon)

Lựa chọn kép đầu tiên là Leo hay Tìm. Trong phần Leo, các đội di chuyển 35 dặm (56 km) đến vịnh và dùng các dụng cụ để leo lên đỉnh của núi băng, sau khi hai thành viên đều lên đỉnh, họ sẽ tìm thấy chỉ dẫn tiếp theo. Trong phần Tìm, các đội di chuyển một đoạn ngắn và tìm dòng sông băng, sau đó chọn một chiếc thuyền với người lái và tìm trong khoảng 7 dặm (11 km) phao nổi giữa những tảng băng trôi, trên chiếc phao nổi này sẽ gắn chỉ dẫn tiếp theo.
Nhiệm vụ dọc đường
- Tại Vatnajökull, các đội sẽ đăng ký xe để đi khoảng 10 dặm (16 km)[chuyển đổi: tùy chọn không hợp lệ] đến đỉnh Glacier. Khi đến đỉnh Glacier, các đội chọn 1 chiếc xe trượt tuyết và đi khoảng 2,5 dặm để đến địa điểm tiếp theo. Tại địa điểm này, các đội sẽ chọn một trong 10 chiếc lều mà trên đó có ghi thời gian khởi hành vào sáng hôm sau.

### Chặng 2 (Iceland → Norway)

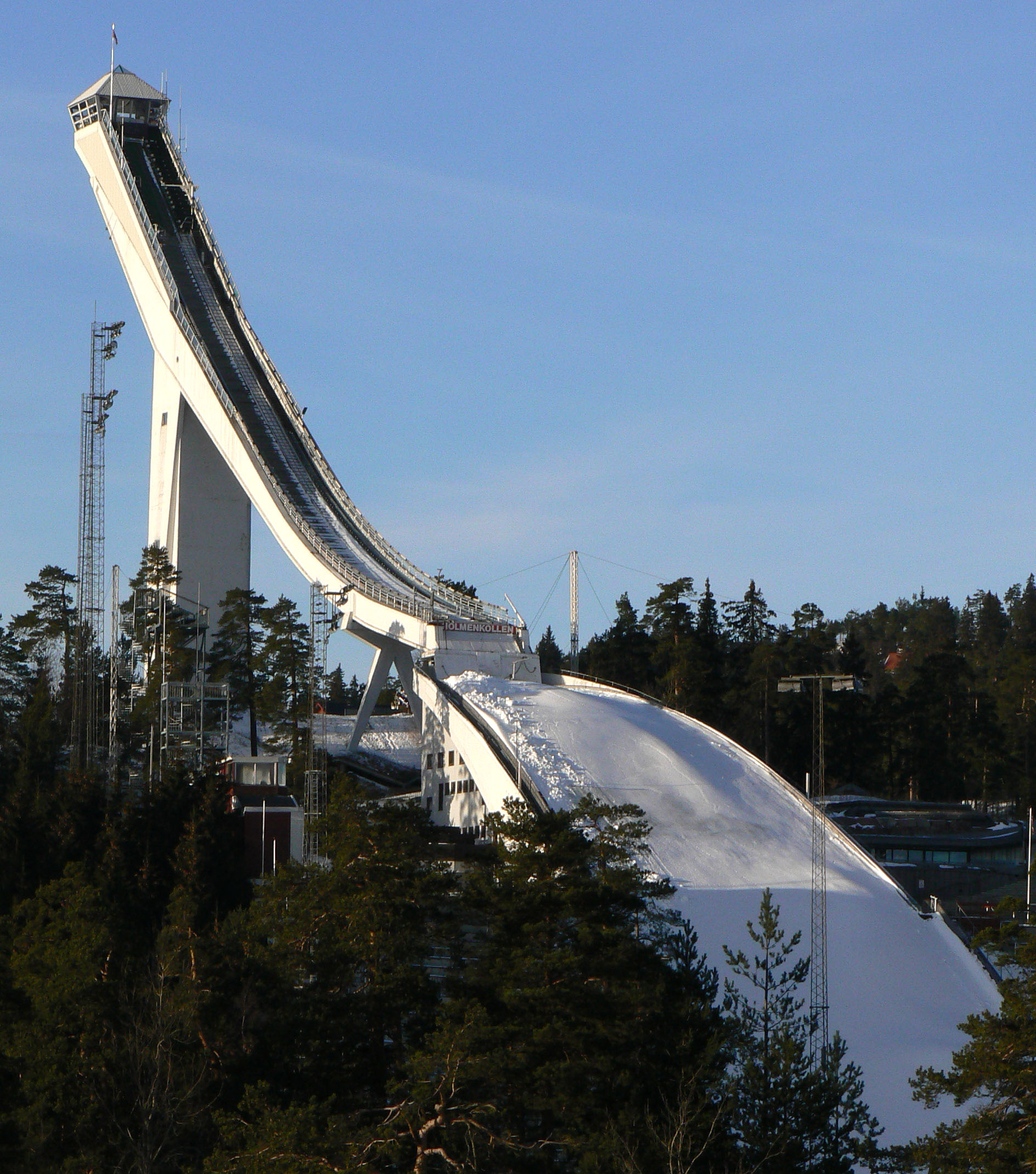
Khi đến Oslo, các đội di chuyển đến đường dốc trượt tuyết Holmenkollen, tại đây một thành viên trong đội sẽ đu dây từ đỉnh dốc đến vị trí chỉ dẫn tiếp theo.

- Keflavík (Sân bay quốc tế Keflavík) tới Oslo,  Na Uy(Sân bay tại Oslo, Gardermoen)
- Quân Holmnkollen, Oslo (Đường dốc trượt tuyết Holmenkollen)
- Brandbu (Làng Viking) (Nghỉ qua đêm)
- Hønefoss (Trạm xe lửa) tới Voss (Trạm xe lửa)
- Voss (Cây cầu)
- Voss (Nông trại Nesheimstunet)

Phần Chướng ngại vật yêu cầu 1 thành viên trong đội đi lên đỉnh dốc và đu dây xuống tới địa điểm chứa chỉ dẫn tiếp theo.
Phần Lựa chọn kép, các đội chọn giữa Nhẫn nại hay Chính xác. Trong Nhẫn nại, các đội phải trượt patin xuống một con dốc dài khoảng 175 dặm; sau khi hoàn thành chặng đường, các đội sẽ nhận được chỉ dẫn tiếp theo. Trong Chính xác, các đội phải tham gia 3 trò chơi truyền thống của người Viking; trước hết các đội dùng thanh gỗ ném ngã hết 8 ki đứng vòng tròn xung quanh "vị vua", sau khi ném ngã hết các con ki mới được ném ngã "vị vua"; sau đó một thành viên trong đội dùng rìu ném vào khúc gỗ; nếu thành công thì thành viên còn lại sẽ bắn cung; khi trúng vòng tâm thì đội sẽ nhận được chỉ dẫn tiếp theo.
Thử thách phụ
- Tại làng Viking, 10 đội chia ra làm 2 nhóm. Các thành viên trong nhóm sẽ cùng nhau chèo thuyền qua sông để nhận chỉ dẫn tiếp theo.

### Chặng 3 (Norway → Sweden)

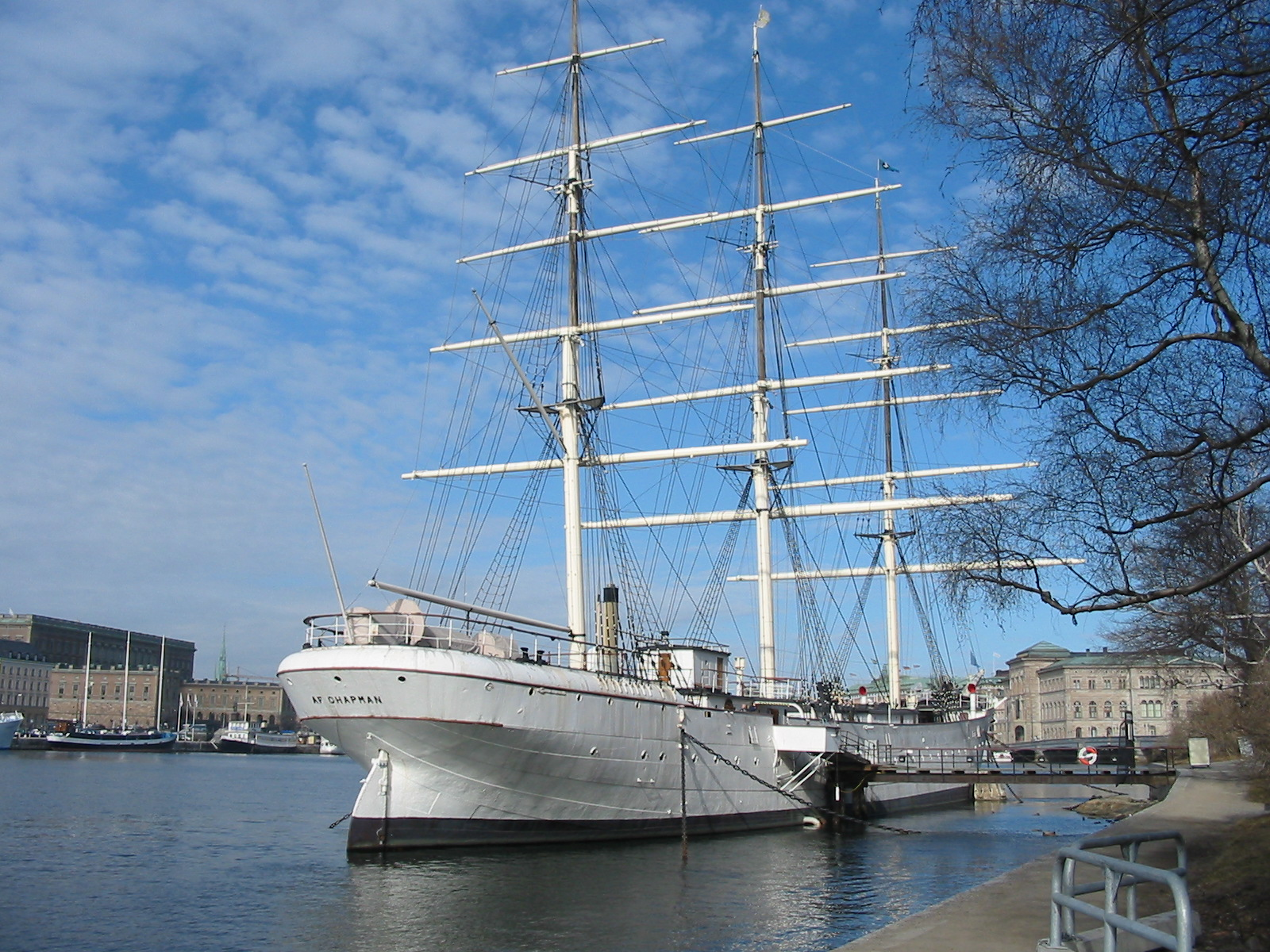
af Chapman là điểm dừng chân thứ ba của chặng đua.

- Voss (Trạm xe lửa) tới Oslo (Trạm xe lửa Ostro Central)
- Oslo (Trạm xe lửa Oslo Central) tới Stockholm,  Thụy Điển (Trạm xe buýt)
- Stockholm (Khách sạn Nordic Sea)
- Stockholm (Kungens Kurva, Tập đoàn IKEA)
- Stockholm (Trạm xe lửa Stockholm Central) tới Häggvik (tiếng Thụy Điển), Sollentuna Municipality (Trạm xe lửa Häggvik)
- Upplands Väsby (Nông trại Bögs Gård )
- Häggvik (Trạm xe lửa Häggvik) tới Stockholm (Trạm xe lửa Stockholm Central)
- Stockholm (af Chapman)

Phần Lựa chọn kép, các đội lựa chọn giữa Xây hay Đếm. Nếu chọn Xây, các đội phải dựa vào sơ đồ để đóng hoàn chỉnh 1 chiếc bàn; sau khi hoàn thành, người giám sát sẽ kiểm tra, nếu đạt yêu cầu thì sẽ có chỉ dẫn tiếp theo. Nếu chọn Đếm, các đội phải đếm chính xác tổng số lượng chảo, nồi và thú bông trong các thùng hàng, nếu như ghi ra được con số đúng là 2304, đội đó sẽ nhận được chỉ dẫn tiếp theo.
Phần Chướng ngại vật yêu cầu 1 thành viên trong đội phải tìm được chỉ dẫn trong các cuộn rơm bằng cách lăn chúng. Có tất cả 270 cuộn rơm, trong đó có 20 cái có chứa chỉ dẫn.
Thử thách phụ
- Tại khách sạn Nordic Sea, các đội phải vào 1 hộp đêm làm từ băng. Khi vào trong, từng thành viên trong đội sẽ đẩy ly rượu bằng băng dọc theo chiều dài quầy bar, sao cho ly rượu di chuyển chạm đến vòng tròn màu đỏ. Chỉ cần 1 thành viên trong đội làm được điều này thì cả đội sẽ nhận được chỉ dẫn tiếp theo. Nếu thất bại, đội ấy sẽ phải xếp hàng làm lại từ đầu.
- Trước khi thực hiện thử thách Chướng ngại vật, các đội phải đi xe đạp đôi từ trạm xe lửa tới nông trại. Sau khi hoàn thành phần thi Chướng ngại vật, họ phải đạp xe quay trở lại.

### Chặng 4 (Sweden → Senegal)

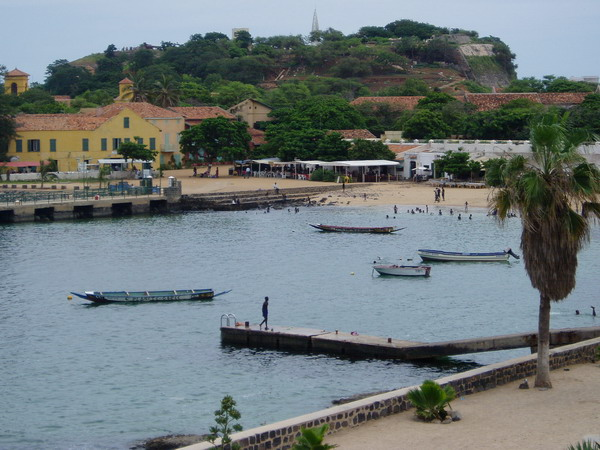
Đảo Gorée là điểm dừng chân thứ tư của cuộc đua.

- Stockholm (Tòa tháp Town Hall)
- Stockholm (Sân bay quốc tế Arlanda) tới Dakar,  Sénégal (Sân bay quốc tế Dakar-Yoff-Léopold Sédar Senghor)
- Dakar (Nghĩa trang Bel Aire)
- Kayar (Tiệm đồ gỗ Vieux Ngom)
- Lac Rose (Gò muối)
- Goree Island

Phần Lựa chọn kép, các đội phải lựa chọn giữa Chất đống hay Kéo lên. Nếu chọn Chất đống, các đội phải đi đến bãi biển, lấy giỏ cá và chất chúng lên một chiếc bàn để phơi khô, sau khi hoàn thành nhiệm vụ, các đội sẽ nhận chỉ dẫn tiếp theo. Nếu chọn Kéo lên, các đội phải lên thuyền ra khơi, dùng dụng cụ đánh bắt cá truyền thống của người dân địa phương và bắt bốn con cá, sau đó các đội phải đưa số cá này cho ông lão ngồi chờ ở bãi biển, khi đó các đội sẽ có chỉ dẫn tiếp theo.
Phần Chướng ngại vật, một thành viên trong đội phải dùng dụng cụ truyền thống của người dân địa phương để thu hoạch muối. Sau khi thu hoạch đủ yêu cầu, các đội sẽ nhận được chỉ dẫn tiếp theo.
Thử thách phụ
- Tại nghĩa trang Bel Aire, các đội phải tìm ngôi mộ của Tổng thống Senegal Léopold Sédar Senghor, tại đây các đội sẽ tìm thấy chỉ dẫn tiếp theo.

### Chặng 5 (Senegal → Đức)

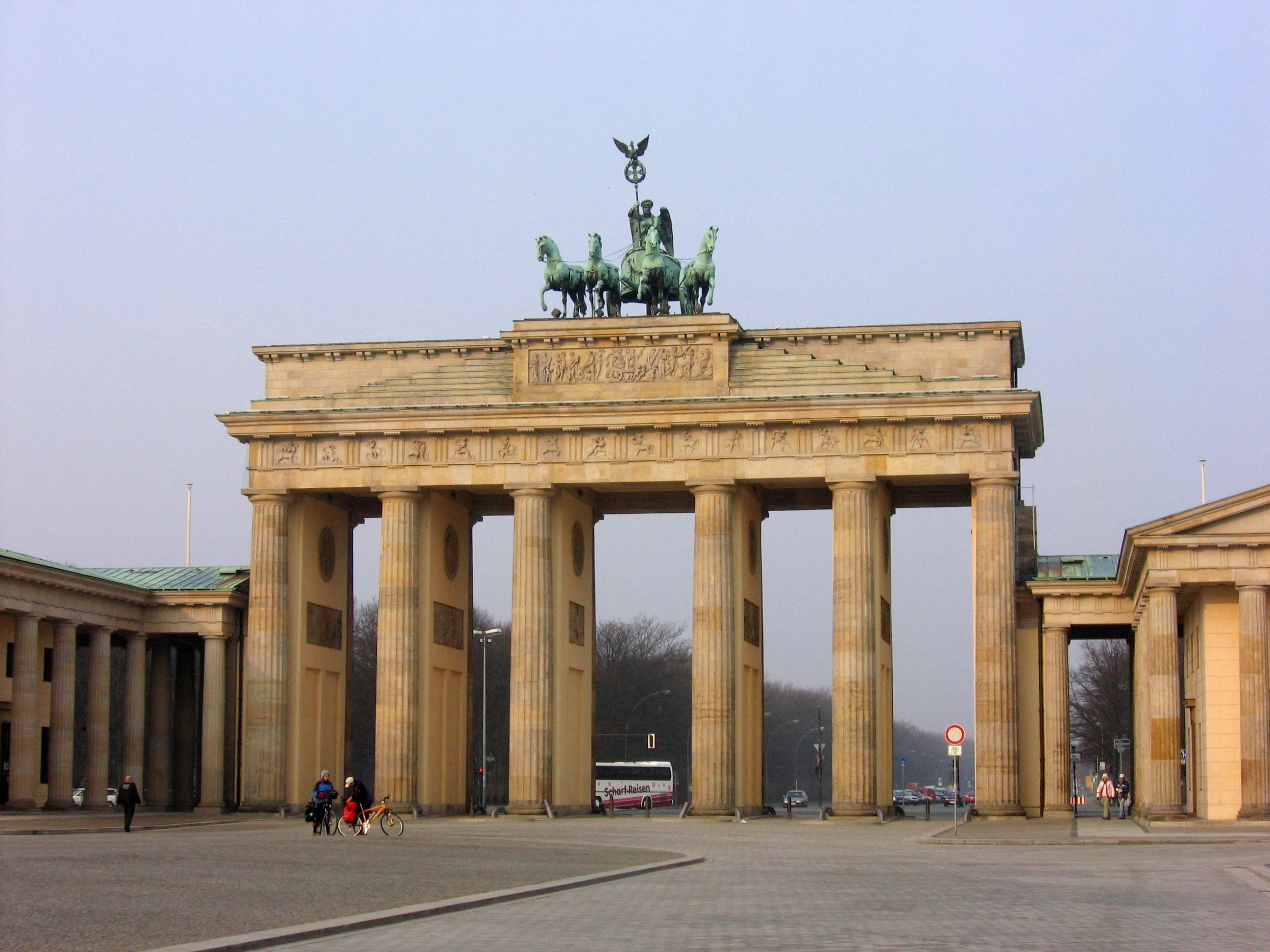
Cổng Brandenburg là điểm dừng chân thứ năm của cuộc đua.

- Đảo Goree (Trại nô lệ)
- Dakar (Sân bay quốc tế Dakar-Yoff-Léopold Sédar Senghor) tới Berlin,  Đức (Sân bay quốc tế Tegel)
- Berlin (Phòng trưng bày East Side)
- Berlin (Tượng Broken Chain)
- Berlin (Teufelsberg)
- Berlin (Cổng Brandenburg)

Phần Lựa chọn kép, các đội lựa chọn giữa Bia hay Xúc xích. Trong phần Bia, các đội đi đến quán bar Brauhaus Spandau; tại đây, các đội phải tìm trên các bàn tại quán bar tấm lót ly có in hình của đội, khi tìm thấy các đội phải đưa 2 ly beer cho khách để đổi lấy tấm lót đó; khi cả đội tìm đủ cả năm tấm, họ sẽ đưa cho người chủ quán bar và nhận được chỉ dẫn tiếp theo. Trong phần Xúc xích, các đội đi đến Zitadelle; tại đây, họ phải tự tay làm ra 1 dây gồm 5 cây xúc xích, mỗi xúc xích dài 18 cm; sau khi hoàn thành, người đầu bếp sẽ kiểm tra, nếu đạt yêu cầu, đội sẽ có chỉ dẫn tiếp theo.
Phần Chướng ngại vật, 1 thành viên trong đội phải leo lên đỉnh núi Devil và lái chiếc xe làm từ những thùng xà phòng xuống dốc trong khoảng thời gian 37 giây hoặc ít hơn. Nếu hoàn thành, các đội sẽ nhận được chỉ dẫn tiếp theo.
Thử thách phụ
- Các đội khi vào Trại nô lệ sẽ đặt 1 cành hoa hồng đỏ tại ngưỡng cửa ngay mái vòm lịch sử để tưởng nhớ những người nô lệ châu Phi.

### Chặng 6 (Đức → Hungary)

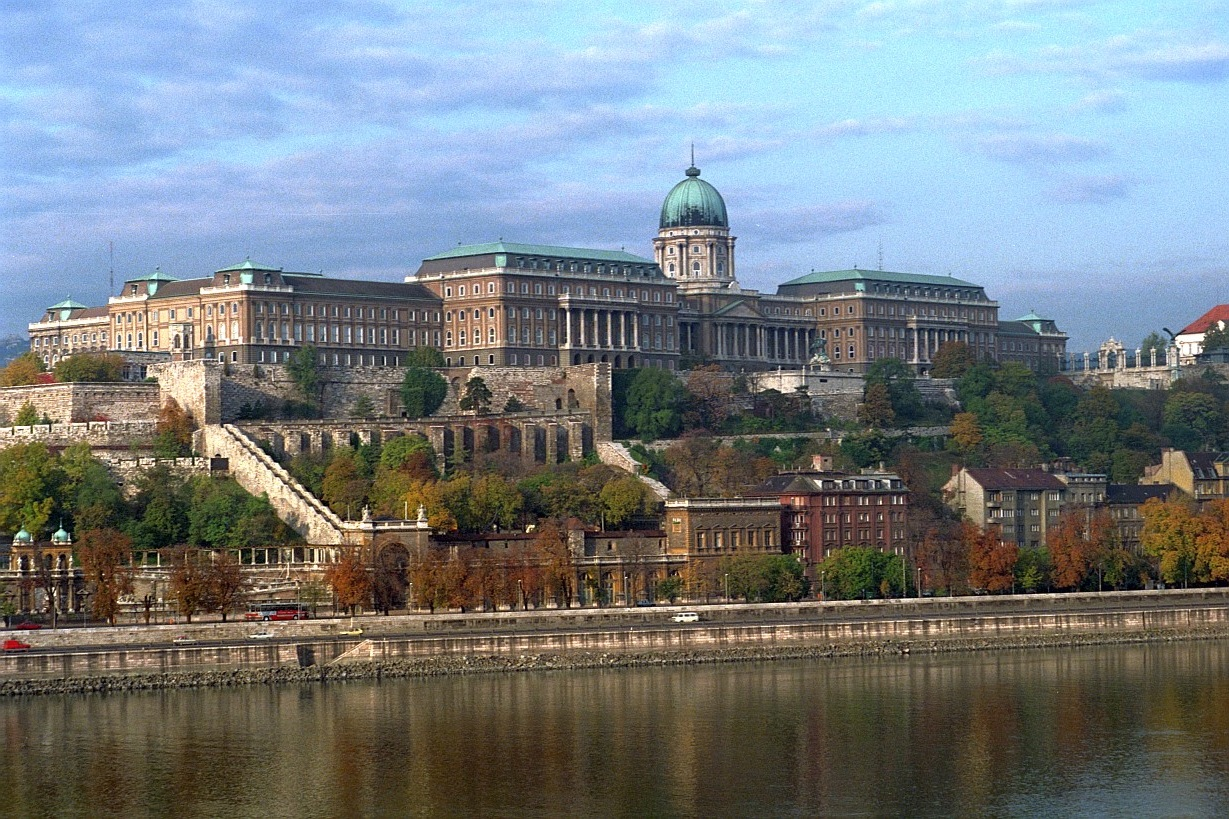
Lâu đài Buda là nơi diễn ra phần thi Tăng tốc, nơi mỗi thành viên trong một đội sẽ uống một ly máu lợn.

- Berlin (Checkpoint Charlie)
- Berlin (Sân vận động Olympic)
- Berlin (Sân bay quốc tế Tegel) tới Budapest,  Hungary(Sân bay quốc tế Budapest Ferihegy)
- Eger (Lâu đài Eger)
- Eger (Trạm xe lửa) tới Budapest (Trạm xe lửa Keleti)
- Budapest (Net Klub Lưu trữ ngày 25 tháng 5 năm 2006 tại Wayback Machine)(Điểm dừng chân giữa chặng)
- Budapest (Bảo tàng đường sắt Heritage) (Lâu đài Buda)
- Budapest (Hajos Alfred Nemzeti Sportuszoda)
- Budapest (Nhà hàng Gundel)
- Budapest (Fisherman's Bastion)

Một trong hai phần thi Tăng tốc của cuộc đua yêu cầu đội đến Lâu đài Buda, tại đó mỗi thành viên của đội phải uống hết một ly máu lợn. Khi hoàn thành, họ sẽ có được chỉ dẫn về đích của phần thi Tăng tốc.
Trong phần thi Chướng ngại vật đầu tiên, một thành viên trong mỗi đội sẽ tham gia vào trò chơi "Rocket bungee". Sau khi hoàn thành, các đội sẽ nhận được chỉ dẫn tiếp theo.
Trong phần thi Lựa chọn kép đầu tiên, các đội phải lựa chọn giữa Bắn bằng máy bắn đá hay Đẩy súng thần công.Trong phần Bắn bằng máy bắn đá, các đội sẽ dùng máy bắn đá với đạn là những trái dưa gang, bắn vào mục tiêu là thùng gỗ được đặt cách đó 46m, khi bắn trúng mục tiêu, các đội sẽ nhận được chỉ dẫn tiếp theo nằm trong các thùng gỗ đó. Trong phần Đẩy súng thần công, các đội phải đẩy 1 khẩu súng thần công lên dốc và đặt tại sân nhỏ trong Lâu đài Eger; tiếp theo các đội phải đem 55 viên đạn đại bác nặng khoảng 1,8 kg và xếp chúng thành hình kim tự tháp trong chiếc khung đặt kế khẩu súng thần công mà các đội vừa kéo lên.
Trong phần thi Lựa chọn kép thứ hai, các đội phải lựa chọn giữa Bơi hay Chèo. Trong phần Bơi, các đội phải đến một hồ bơi theo chuẩn Olympic và tham gia trò bóng nước; các đội phải ghi được một bàn thắng vào lưới của đội tuyển bóng nước Hungary; khi làm được điều đó, các đội sẽ nhận được chỉ dẫn tiếp theo. Trong phần Chèo, các đội phải bơm một chiếc thuyền phao và chèo nó vượt qua sông Donau, tới lá cờ bên kia bờ sông, tại đây họ sẽ nhận được chỉ dẫn tiếp theo.
Trong phần thi Chướng ngại vật thứ hai, một thành viên trong đội phải ăn hết một bát súp cay của người Hungary. Sau khi ăn hết, các đội sẽ nhận được chỉ dẫn tiếp theo.
Thử thách phụ
- Tại Net Klub Internet Kafé, các đội đăng nhập vào AOL và nhận chỉ dẫn tiếp theo..

### Chặng 7 (Hungary → Pháp)

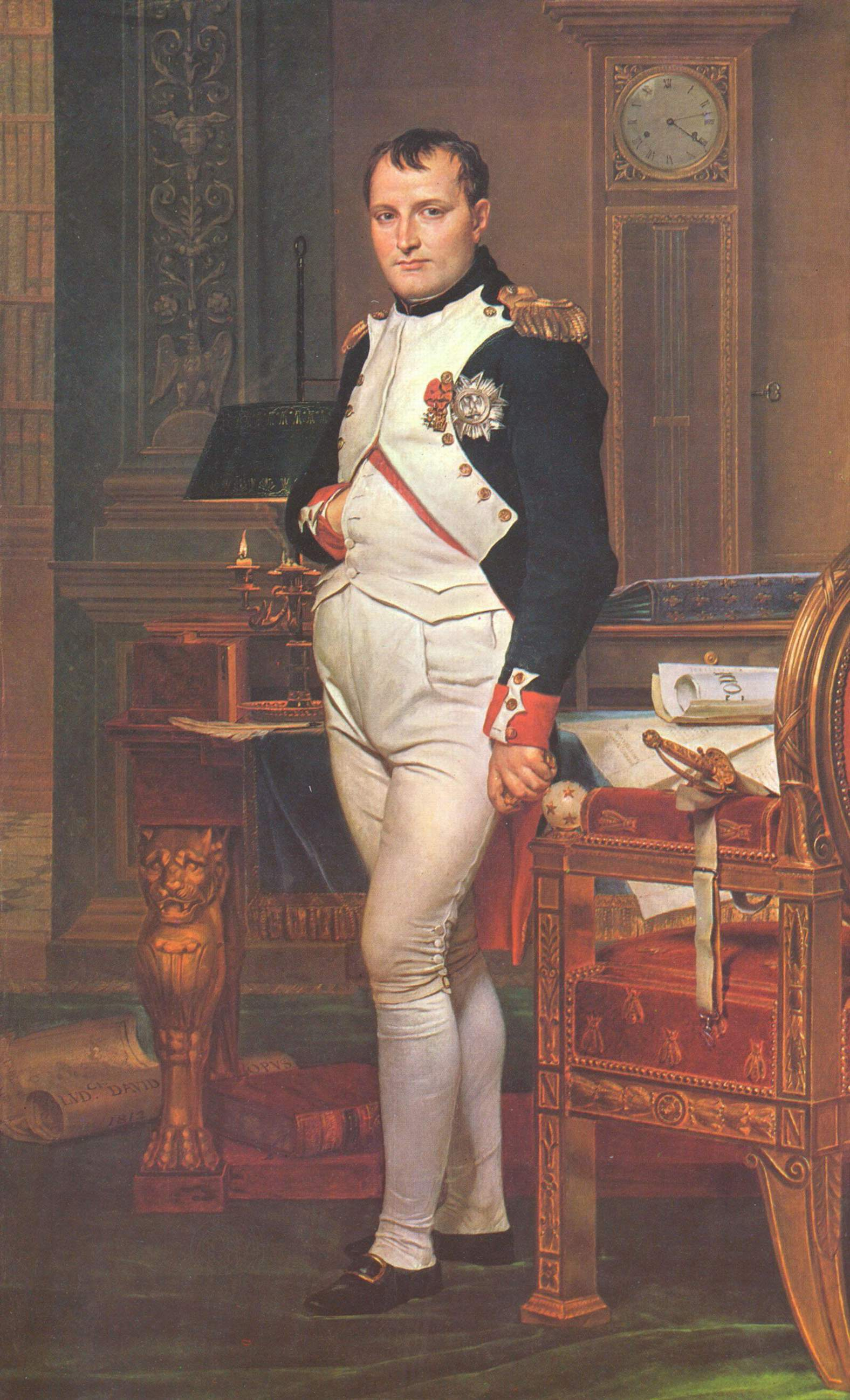
Khi các đội đến Corse, các đội sẽ đến nơi đã sinh ra Napoleon.

- Budapest (Promontor Borudvar)
- Budapest (Sân bay quốc tế Budapest Ferihegy) tới Ajaccio, Corse ,  Pháp (Sân bay Ajaccio - Campo dell'Oro)
- Ajaccio (Nơi sinh của Napoleon)
- Ajaccio (Harbor)
- Calvi (Trại Rafalli)
- Zilia (Nhà máy sản xuất rượu vang)
- L'Île-Rousse (La Pietra)

Trong phần thi Tăng tốc thứ hai của cuộc đua, đội phải xác định được vị trí của cảng ở Corse; khi đến đó, các đội phải mặc bộ đồ lặn nặng khoảng 45 kg; sau đó cả hai thành viên trong đội phải lặn xuống và đi dọc suốt đáy biển, tới lưới đánh bắt tôm hùm và nhận được chỉ dẫn về đích của phần thi tăng tốc.
Trong phần lựa chọn kép, các đội lựa chọn giữa Trèo lên hay Bay lên. Trong phần Trèo lên, các đội dùng dụng cụ để trèo lên một bức tường đá cao 45 m; sau khi lên tới đỉnh, các đội tìm sân thượng, nơi đây một người lính Pháp sẽ trao cho họ huy chương; cuối cùng các đội sẽ leo trở lại xuống đất và nhận chỉ dẫn tiếp theo. Trong phần Bay lên, các đội chọn một chiếc thuyền Zordiac; sau đó 1 thành viên trong đội ngồi lên phao trong khi người còn lại ngồi trên thuyền; các đội sẽ tìm chỉ dẫn giữa 25 phao nổi (chỉ có 12 phao có đính kèm chỉ dẫn).
Trong phần Chướng ngại vật, 1 thành viên trong đội dùng chân để đạp nho lấy nước ép. Sau khi thu được 5 chai nước ép nho, thành viên ấy sẽ phải uống 1 ly nước nho và nhận chỉ dẫn tiếp theo.
Thử thách phụ
- Tại Ajaccio, các đội phải tìm căn phòng nơi Napoleon được sinh ra, tại đây các đội sẽ nhận chỉ dẫn tiếp theo.

### Chặng 8 (Pháp → Ethiopia)

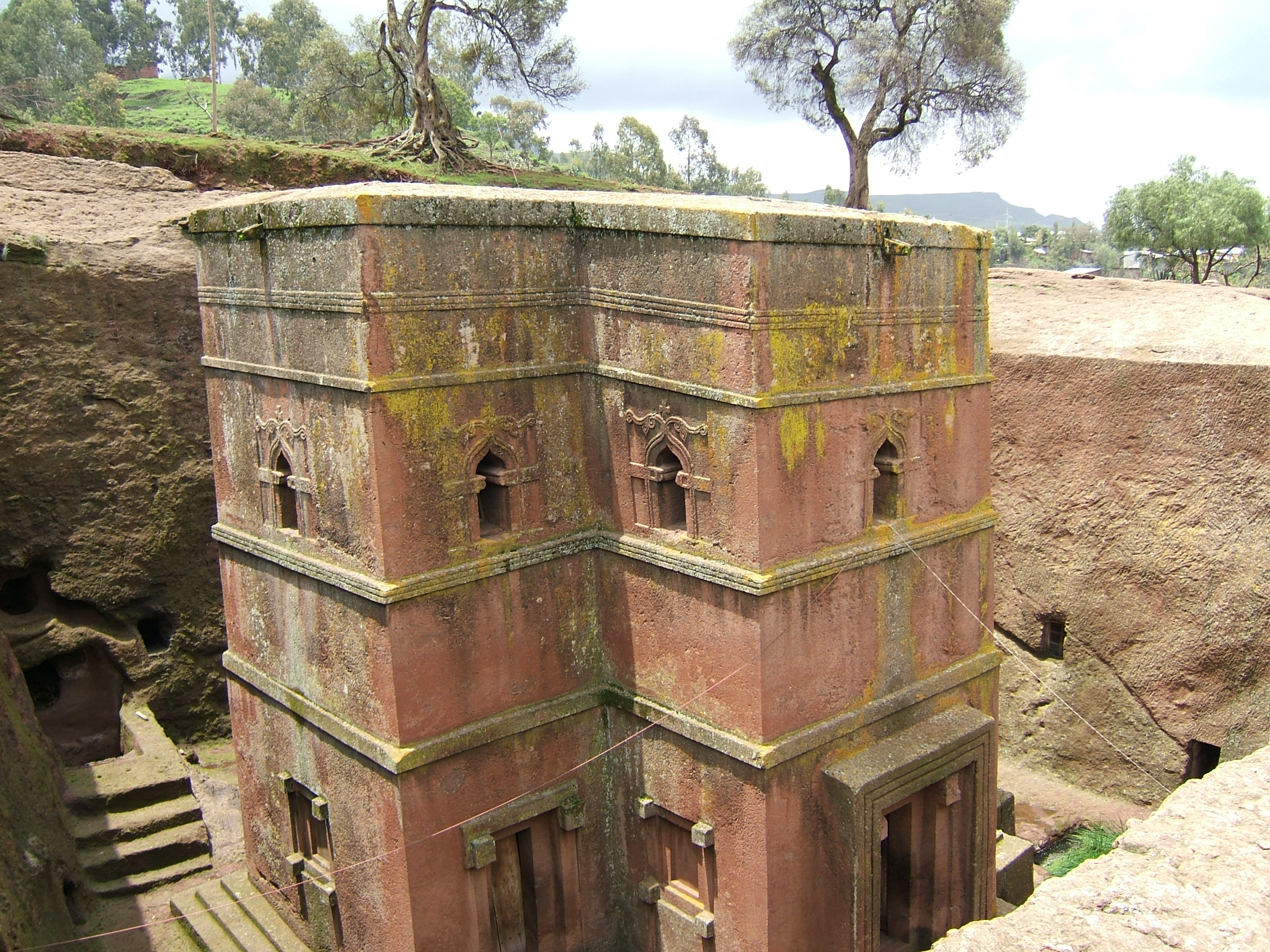
Nhà thờ Saint George's tại Lalibela là nơi diễn ra phần thi Chướng ngại vật

- Calvi tới Nice (Ferry Terminal)
- Nice (Khu vườn thành phố)
- Nice (Sân bay quốc tế Côte d'Azur) tới Addis Ababa, Ethiopia  (Sân bay quốc tế Bole)
- Addis Ababa (Sân bay quốc tế Bole) tới Lalibela (Sân bay Lalibela)
- Lalibela (Làng Lewz)
- Lalibela (Nhà thờ St. George)
- Lalibela

Phần Lựa chọn kép yêu cầu các đội lựa chọn giữa Lợp mái hay Trát vữa. Nếu chọn Lợp mái, các đội sẽ chọn một mái nhà và cùng người dân địa phương đem đi một quãng đường dài 1100 m, sau đó, các đội phải đưa phần mái này lên đỉnh của ngôi nhà và nhận chỉ dẫn tiếp theo. Nếu chọn Trát vữa, các đội sẽ dùng hỗn hợp vữa được làm từ đất, nước và rơm trát lên một mặt tường nhà truyền thống của người Ethiopia, sau khi hoàn thành các đội sẽ nhận được chỉ dẫn tiếp theo.
Phần Chướng ngại vật đòi hỏi một thành viên trong đội sẽ đi vào trong nhà thờ St.George, một công trình kiến trúc 850 năm tuổi, và nhận một mặt dây chuyền từ vị tu sĩ lớn nhất. Sau đó, thành viên ấy phải tìm được mặt dây chuyền giống hệt như thế trong hàng trăm người cầu nguyện đang đứng bên ngoài nhà thờ. Khi tìm thấy, họ sẽ nhận được chỉ dẫn tiếp theo.
Nhiệm vụ dọc đường
- Tại sân bay quốc tế Bole, các đội phải đăng ký một trong hai chuyến bay tới Lalibela.
- Trước phần thi Chướng ngại vật, các đội phải vận chuyển hai con lừa đi khoảng 4,8 km tới nhà thờ St.Geogre.

### Chặng 9 (Ethiopia → Sri Lanka)
- Lalibela (Sân bay Lalibela) tới Addis Ababa (Sân bay quốc tế Bole)
- Addis Ababa (Sân vận động Addis Ababa)
- Addis Ababa (Sân bay quốc tế Bole) tới Colombo, Sri Lanka  (Sân bay quốc tế Bandaranaike)
- Colombo (Trạm xe lửa Fort) tới Galle (Trạm xe lửa Galle)
- Galle (Fort Galle)
- Galle (Trạm xe bus) tới Kandy
- Kandy (Kandyan Art Association)
- Kandy (Temple of the Tooth)
- Kandy (Trạm xe bus) tới Dambulla (Trạm xe bus)
- Sigiriya (Lion Rock)
- Sigiriya (Khách sạn Sigiriya Lưu trữ ngày 28 tháng 3 năm 2010 tại Wayback Machine)

Phần Lựa chọn kép các đội phải lựa chọn giữa hai việc:Leo cây hay Cưỡi voi. Nếu chọn Leo cây, các đội phải đi bằng xe tuk-tuk tới trại dừa cách đó khoảng 3,2 km; tại đây, các đội phải trèo lên cây dừa cao khoảng 15m để lấy bình đựng nước dừa trên đỉnh và nhanh chóng trở xuống đổ nước ừa vào vại, khi hoàn thành họ sẽ nhận được chỉ dẫn tiếp theo. Nếu chọn Cưỡi voi, các đội phải đi bằng xe tuk-tuk tới khu vực chơi polo bằng voi; tại đây, từng thành viên trong đội phải cưỡi voi đi dọc chiều dài sân bóng và ghi được một bàn thắng để nhận được chỉ dẫn tiếp theo.
Phần Chướng ngại vật yêu cầu một thành viên trong đội phải đi bộ lên đỉnh Lion Rock. Khi lên đỉnh, thành viên ấy sẽ dùng ống nhòm và định vị lá cờ đánh dấu điểm dừng tiếp theo.
Nhiệm vụ dọc đường
- Tại sân vận động Addis Ababa, các đội lựa chọn một cặp vận động viên người Ethiopia để thành lập đội chạy tiếp sức 4 người. Sau khi hoàn thành vòng chạy, các đội sẽ nhận chỉ dẫn tiếp theo từ huấn luyện viên.
- Tại Kandyan Art Association, các đội phải mua một chén đựng cơm và đem tới Temple of the Tooth, tại đây vị tu sĩ sẽ đưa cho họ chỉ dẫn tiếp theo.
- Tại khách sạn Sigiriya, các đội phải bơi qua hồ bơi trước khi về điểm dừng chân.